# Grete Peery
Grete Peery (geboren 24. Februar 1931 in Wien als Margarethe Pisker; † 1998 in Rischon LeZion) ist eine österreichisch-israelische Malerin.

## Leben und Karriere
Grete Peery wurde am 24. Februar 1931 als Margarethe Pisker in der österreichischen Hauptstadt Wien in eine jüdische Familie geboren. Nach der Machtergreifung der Nationalsozialisten in Wien wurde sie im Jahre 1941 illegal in die Tschechoslowakei gebracht. Den Zweiten Weltkrieg überlebte sie mit ihrer Mutter vor allem durch gefälschte Identitätskarten.
Nachdem sie ab 1947 in Prag an der Hochschule für Kunstgewerbe studiert hatte, kehrte sie im Jahre 1949 nach Wien zurück, ehe sie im Jahre 1951 nach Israel emigrierte. Dort studierte sie bei den Malern Jakob Eisenscher und Stefan Alexander und schrieb sich später für ein Kunststudium mit Schwerpunkt Malerei und Gravur am Avni Institute of Art and Design ein. 
Bis 1964 war sie unter anderem als Keramikmalerin und Zeichnerin bei der Keramikfabrik Lapid in Tel Aviv tätig. Danach bestritt die in Rischon LeZion lebende Perry, vor allem ab 1975, diverse Ausstellungen. Mitte der 1980er Jahre wandelte sich ihr Malstil. Von Anfang der 1990er Jahre bis zu ihrem Tod 1998 malte sie in ihrem Atelier in Rischon LeZion.
Peery war ein aktives Mitglied der sozialistisch-zionistischen Organisation Gordonia. Des Weiteren war sie Mitglied der israelischen Vereinigung der Maler und Bildhauer sowie im Verein der Künstler von Rischon LeZion.
1998 starb Peery im Alter von 67 Jahren in Rischon LeZion.

## Einzelausstellungen (Auswahl)
- 1981: Beit Yad Labanim, Rischon LeZion
- 1981: Yad Labanim House, Petach Tikwa
- 1981: Beit Zvi, Stadtmuseum Ramat Gan
- 1983: Pavillon im Ganei Yehoshua, Tel Aviv
- 1985: Beit Yad Labanim, Rischon LeZion
- 1988: Beit Yad Labanim, Rischon LeZion
- 1988: Künstlerhaus, Tel Aviv
- 1994: Galerie Sarah Erman, Tel Aviv
- 1998: Künstlerhaus, Tel Aviv